# Caso Fonasa
El Caso Fonasa  es el nombre de una investigación y proceso judicial uruguayo, iniciado febrero de 2017. En el caso se descubre una estafa millonaria contra el Fondo Nacional de Salud (Fonasa) de Uruguay administrada por el Banco de Previsión Social.
La maniobra de estafa consistía en cobrar por socios para instituciones de salud que en realidad no existían como beneficiarios del sistema.
Aunque se dictaminó la sentencia para seis personas, el caso continua en etapa de investigación.

## Contexto
Se comienza una investigación en la que participan hospitales, promotores, afiliados y organizamos estatales uruguayos.
La maniobra fue descubierta y sigue en causa por policías de Operaciones Encubiertas de la Dirección de Información Táctica de la Jefatura de Policía de Montevideo.
La estafa consistía en captación de personas para mutualistas y hacerlos figurar como trabajadores que aportaban al Banco de Previsión Social (BPS) cuando en realidad no lo eran. Se estima que se afiliaron a 31 mil personas durante seis años, que no aportaban al BPS generando un perjuicio económico al Estado estimado que alcanza los US$ 900 mil dólares por año. La maniobra que comenzó en 2011 según lo mencionó uno de los procesados, por lo que podría haber llegado a un total de los US$ 5 millones dólares.
Se crearon además un centenar de empresas fantasmas, además de luego de inscribir los empleados en la planilla de trabajo del Ministerio de Trabajo y Seguridad Social de Uruguay para luego inscribirlos al BPS.
Varios promotores captaban socios en asentamientos y zonas pobres de Montevideo y en algunos casos pagaban 500 pesos uruguayos algo que está prohibido. Los promotores cobraban luego una comisión mayor por afiliado. Uno de los promotores está prófugo y fue identificado como responsable de la creación de más de 80 empresas ficticias. Otro promotor captaba socios para el hospital uruguayo Círculo Católico, estas personas no tenían derecho porque no aportaban al (BPS).
Entre los involucrados también se procesó a un joven de 23 años que ya se encontraba en prisión, este contaba con dos antecedentes en 2015 y 2011 por estafar a bancos privados. El joven que no terminó los primeros años de estudios secundarios, venía efectuando la maniobras desde que era menor de edad.
La investigación policial, que apunta a siete prestadores privados de salud que cobraron dinero durante 6 años del Ministerio de Salud Pública de Uruguay.
Además se investiga la hipótesis de que se trate de una asociación para delinquir que incluía a funcionarios del BPS y las prestadoras de salud uruguayas.

## Instancias
Desde el 2009 el BPS comenzó a realizar denuncias penales por irregularidades con empresas. Se comienza investigar si también existió fraude a financieras.
El 24 de febrero de 2017, se procesa a las tres primeras personas por un delito de estafa continuada especialmente agravada.
El 1 de marzo de 2017, más de 50 personas por este caso fueron indagadas por la jueza. La fiscalía no pidió procesamiento de ninguno de los afiliados la mayoría era gente humilde porque se demostró que no teían intención alguna de cometer un ilícito y fueron engañadas en su buena fe.
El 2 de marzo de 2017 comienzan a declarar ante la jueza trabajadores de una de esas instituciones médicas involucradas. Además del Círculo Católico y el Centro de Asistencia del Sindicato Médico del Uruguay (CASMU) fue multado en 2016 por una socio afiliado de manera irregular, otras 5 prestadoras de salud privadas son investigadas. Ese mismo día dos personas por coautoría y estafa fueron procesadas por estafa especialmente agravada, considerando que la maniobra se realiza contra el Estado.
El 3 de marzo de 2017, el BPS hace presentó denuncia contra los procesados del caso luego de una investigación administrativa. Varios de sus funcionarios públicos presentaron declaración. Ese mismo día y ante la situación de pérdidas cuantiosas se brindó una conferencia de prensa en la que participaron: Jorge Basso por el ministro de Salud Pública, Arturo Echeverría director de la Junta Nacional de la Salud y Rosario Oiz directora del Banco de Previsión Social.
El 4 de marzo de 2017 la justicia dictó el procesamiento de otro promotor por estafa con afiliaciones irregulares al Fonasa. La fiscal Mónica Ferrero le imputó el delito de intermediación lucrativa que castiga con cuatro a veinticuatro meses de prisión.
Hasta ahora hay seis personas procesadas: el autor de la maniobra, los dos coautores, las madres de estos dos últimos y el promotor. La investigación continúa.

## Regalamentaciones
La Ley N.º 18.131 que creó al Fondo Nacional de Salud (Fonasa) prohíbe en su artículo 11 la ejecución de actos de intermediación lucrativa para captar socios para las mutualistas, esto supone penas de cárcel para quien pague o prometa pagar a los futuros socios dinero u otra ventaja equivalente a excepción de mejoras en las prestaciones asistenciales.
Tales actos son castigados con una pena de cuatro a veinticuatro meses de prisión, según dice la ley.
Según la Ley Nº 18.211 Fonasa debíera ser fiscalizado por un órgano del Ministerio de Salud Pública de Uruguay.